# Арбітр
Арбі́тр (лат. arbiter — суддя-посередник) — особа, яку або призначають відповідні органи, або обирають самі сторони за добровільною згодою з метою розв'язання спорів, конфліктів, суперечок. Функції арбітра відомі ще римському праву, за яким арбітри мирили сторони або були суддями при третейському розгляді справ (див. третейський суд).
В СРСР арбітри були в складі арбітражу, при зовнішньоторговій і морській арбітражних комісіях.
Згідно з Законом України «Про арбітражний суд» (в редакції до 1997 р.) [Архівовано 9 березня 2016 у Wayback Machine.] арбітр — посадова особа арбітражного суду з повноваженнями, необхідними для вирішення господарських спорів.